# Tecnica e pratica psicoanalitica
Tecnica e pratica psicoanalitica è un testo di didattica psicoanalitica scritto da Ralph Romeo Greenson nel 1967 e pubblicato in Italia nel 1974. È un testo innovativo che mette per iscritto i concetti fondamentali della teoria e della tecnica psicoanalitica, le regole del modo di interpretare le associazioni libere, i sogni, i lapsus e gli atti sintomatici, le resistenze e il transfert. Un libro pratico con una buona documentazione di casi clinici e abbondanti riferimenti bibliografici per ogni argomento accompagnano il solido impianto dell'opera.
Le opere classiche sugli elementi di tecnica psicoanalitica le hanno scritte:
- Freud, in cinque brevi saggi
  - Dinamica della translazione (1912),
  - Consigli al medico nel trattamento psicoanalitico (1912),
  - Inizio del trattamento  (1913),
  - Ricordare, Ripetere ed elaborare (1914),
  - Osservazioni sull'amore di translazione (1915),
- Sharpe, The technique of psychoanalysis (1930),
- Fenichel, Problemi di tecnica psicoanalitica  (1941),
- Glover Manuale di psicoanalisi (1955),

Queste opere non descrivono abbastanza particolareggiatamente cosa fa uno psicoanalista quando analizza un paziente. Per cui l'analisi delle resistenze può significare una cosa per un analista ed una cosa sorprendentemente diversa per un altro analista; anche se ciascuno crede di stare proprio ad analizzare una resistenza, nel modo più classico. Nel libro Tecnica e pratica psicoanalitica, l'autore dice che la terapia psicoanalitica è primariamente analisi delle resistenze e del trasfert, dalla prima all'ultima seduta e descrive in modo particolareggiato il setting psicoanalitico.
Nel primo capitolo vengono presi in esame
- L'evoluzione storica della terapia psicoanalitica
- I concetti teorici essenziali per la tecnica
- Le libere associazioni, le reazioni transferali, le resistenze
- L'alleanza di lavoro
- I procedimenti terapeutici non analitici
- Indicazioni e controindicazioni per la terapia psicoanalitica

Nel capitolo secondo viene trattata in modo particolare
- la resistenza e la teoria della resistenza
- le manifestazioni cliniche della resistenza
- Classificazione delle resistenze
- Tecnica d'analisi delle resistenze
- Regole tecniche di analisi di una resistenza

Nel capitolo terzo si parla del
- transfert e del suo quadro clinico
- considerazioni teoriche
- la nevrosi da trasfert
- classificazione delle reazioni trasferali
- le resistenze transferali
- tecnica per analizzare il transfert
- reazioni transferali intrattabili

Nel capitolo quarto si parla della situazione analitica
- caratteristiche del paziente
- requisiti necessari dello psicoanalista